# Peralampes
Peralampes là một chi bọ cánh cứng trong họ 
Elateridae.
Chi này được miêu tả khoa học năm 2002 bởi Johnson.

## Các loài
Các loài trong chi này gồm:
- Peralampes abnormis (Candèze, 1863)
- Peralampes melanoxanthus (Candèze, 1865)
- Peralampes occiduus Erichson, 1847
- Peralampes restinctus (Champion, 1896)
- Peralampes vestitus Champion, 1895
- Peralampes vestitus (Champion, 1896)